# Костянтинівська сільська рада (Мелітопольський район)
| Костянтинівська сільська рада — колишній орган місцевого самоврядування у Мелітопольському районі Запорізької області з адміністративним центром у с. Костянтинівка. Історична дата утворення: в 1921 році. Водоймища на території, підпорядкованій даній раді: р. Молочна. Сільській раді були підпорядковані населені пункти: - с. Костянтинівка |

## Склад ради
Рада складалася з 26 депутатів та голови.

### Керівний склад ради
| ПІБ                     | Основні відомості                              | Дата обрання | Дата звільнення |
| ----------------------- | ---------------------------------------------- | ------------ | --------------- |
| Горбань Тетяна Павлівна | Сільський голова, 1974 року народження, освіта | 13.11.2015   |                 |

Примітка: таблиця складена за даними джерела